# Siebzehnerausschuss
Der Siebzehnerausschuss, bestehend aus „Siebzehn Männern des öffentlichen Vertrauens“, war ein am 10. März 1848 vom Bundestag des Deutschen Bundes eingesetzter Ausschuss, der nach dem Beginn der Märzrevolution in den Staaten des Deutschen Bundes einen Verfassungsentwurf ausarbeiten sollte, um die bestehende Bundesverfassung an die neuen politischen Verhältnisse anzupassen. Der Ausschuss traf sich zwischen dem 3. April und dem 8. Mai 1848 zu insgesamt 25 Sitzungen. Der Siebzehner-Entwurf wurde am 26. April festgestellt.

## Mitglieder des Siebzehnerausschusses

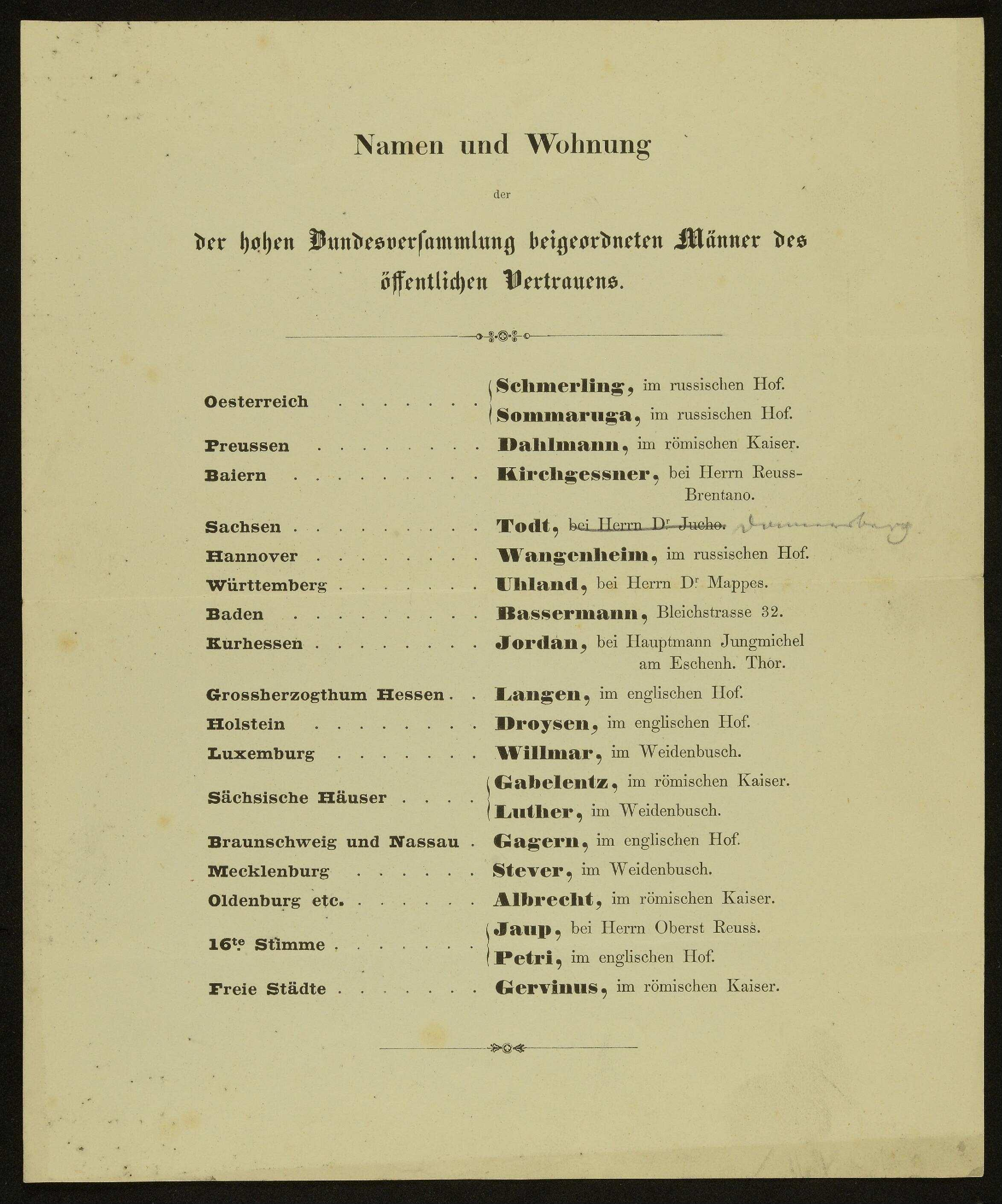
Namen und Adressen der Mitglieder des Siebzehnerausschusses (1848)

Die Zahl der siebzehn Stimmen ergab sich aus der Zahl der Sitze im engeren Rat der Bundesversammlung, in dem die elf größten deutschen Einzelstaaten einen ständigen und die kleineren Staaten zusammen sechs Vertreter hatten. Tatsächlich bestand der Siebzehnerausschuss aus mehr als 17 Vertrauensmännern. Per Beschluss vom 5. April erlaubte der Ausschuss nämlich den Staaten, die in einer Kuriatstimme vereinigt waren, die Entsendung eigener Repräsentanten. Ein eigenes Stimmrecht hatten diese zusätzlichen Abgesandten jedoch nicht. Als ihre Vertreter im Siebzehnerausschuss wählten die Staaten angesichts der politischen Situation hauptsächlich prominente gemäßigte liberale Oppositionspolitiker.
| Staat / Stimme                                           | Vertrauensmann                                                               | Anmerkung     |
| -------------------------------------------------------- | ---------------------------------------------------------------------------- | ------------- |
| für Staaten mit Virilstimmen                             |                                                                              |               |
| Großherzogtum Baden                                      | Friedrich Daniel Bassermann                                                  | Vizepräsident |
| Königreich Bayern                                        | Karl Kirchgessner                                                            |               |
| Königreich Hannover                                      | Adolf von Wangenheim (bis 15. April) Heinrich Albert Zachariä (ab 15. April) |               |
| Großherzogtum Hessen                                     | Theodor Friedrich von Langen                                                 |               |
| Kurfürstentum Hessen                                     | Karl Wilhelm Wippermann Sylvester Jordan Theodor Bergk                       |               |
| Herzogtum Holstein                                       | Johann Gustav Droysen                                                        |               |
| Großherzogtum Luxemburg                                  | Jean Jacques Willmar                                                         |               |
| Kaisertum Österreich                                     | Anton von Schmerling Franz Philipp von Sommaruga                             |               |
| Königreich Preußen                                       | Friedrich Christoph Dahlmann                                                 |               |
| Königreich Sachsen                                       | Karl Gotthelf Todt                                                           |               |
| Königreich Württemberg                                   | Ludwig Uhland                                                                |               |
| für die Kuriatstimmen                                    |                                                                              |               |
| 12. Stimme (Mecklenburgische Herzogtümer)                | Stever                                                                       |               |
| 13. Stimme (Sächsische Herzogtümer)                      | Hans Conon von der Gabelentz Luther                                          |               |
| 14. Stimme (Herzogtum Braunschweig und Herzogtum Nassau) | Maximilian von Gagern                                                        | Präsident     |
| 15. Stimme (Herzogtum Oldenburg usw.)                    | Wilhelm Eduard Albrecht                                                      |               |
| 16. Stimme (Reuß, Hohenzollern, Lippe, Waldeck etc.)     | Heinrich Karl Jaup Moritz Leopold Petri                                      |               |
| 17. Stimme (Freie Städte)                                | Georg Gottfried Gervinus                                                     |               |

Der Verfassungsentwurf wurde vom Siebzehnerausschuss am 26. April 1848 vorgelegt und vom Bundestag offiziell am 8. Mai 1848 entgegengenommen. Er sollte als Grundlage der von der Deutschen Nationalversammlung zu beschließenden Reichsverfassung dienen. Auf Betreiben der Abgeordneten der Linken, insbesondere Robert Blums und Franz Jacob Wigards, und gegen den Willen des Vorsitzenden des dreißigköpfigen Verfassungsausschusses der Nationalversammlung, Friedrich Daniel Bassermann, legte die Nationalversammlung fest, dass der Entwurf des Siebzehnerausschusses nicht als Leitfaden für die Arbeit an der Verfassung dienen dürfe. Trotzdem zeigen sich starke Parallelen zwischen dem Entwurf des Siebzehnerausschusses und der Reichsverfassung 1849.
Der Verfassungshistoriker Ernst Rudolf Huber urteilte, die Reichsverfassung und alle späteren deutschen Verfassungen seien dieser „Grundkonzeption des Siebzehnerentwurfs von 1848 tief verpflichtet“. Der Entwurf habe das monarchische, das föderative, das parlamentarisch-repräsentative und das rechtsstaatliche Prinzip vereinigt, „in einer Weise, die damals ohne Beispiel war“.